# Valtioneuvos
Conseiller d’État (en finnois : valtioneuvos, en suédois : statsråd) est un titre honorifique décerné par le Président de la République de Finlande à des personnalités remarquables. 
Le titre est non héréditaire. 
Le seul titre de rang égal est celui de Conseiller des Mines (finnois : ''Vuorineuvos'').
La Finlande indépendante a décerné pour la première fois en 1930 à Juho Kusti Paasikivi.
Entre 1918 et 2013, le titre a été décerné à huit personnalités,.

## Récipiendaires
| Récipiendaire         | Date             | Décerné par             | Carrière politique                                 | Parti                                                | Vie       |
| --------------------- | ---------------- | ----------------------- | -------------------------------------------------- | ---------------------------------------------------- | --------- |
| Juho Kusti Paasikivi  | 7 février 1930   | Lauri Kristian Relander | Président de la République Premier ministre Député | Parti finlandais, Parti de la Coalition nationale    | 1870-1956 |
| Eemil Nestor Setälä   | 23 février 1934  | Pehr Evind Svinhufvud   | Ministre Député                                    | Parti jeune finnois, Parti de la Coalition nationale | 1864-1935 |
| Eero Yrjö Pehkonen    | 17 décembre 1948 | Juho Kusti Paasikivi    | Gouverneur Ministre Député                         | Parti du centre                                      | 1882-1949 |
| Karl-August Fagerholm | 14 mars 1969     | Urho Kekkonen           | Président du Parlement Premier ministre            | Parti social-démocrate                               | 1901-1984 |
| Martti Miettunen      | 30 juin 1977     | Urho Kekkonen           | Gouverneur Premier ministre Député                 | Parti du centre                                      | 1907-2002 |
| Johannes Virolainen   | 2 juin 1989      | Mauno Koivisto          | Président du Parlement Premier ministre Député     | Parti du centre                                      | 1914-2000 |
| Harri Holkeri         | 15 mai 1998      | Martti Ahtisaari        | Premier ministre Député                            | Parti de la Coalition nationale                      | 1937-2011 |
| Riitta Uosukainen     | 26 novembre 2004 | Tarja Halonen           | Président du Parlement Ministre                    | Parti de la Coalition nationale                      | 1942 -    |